# Otto Herbert Hajek

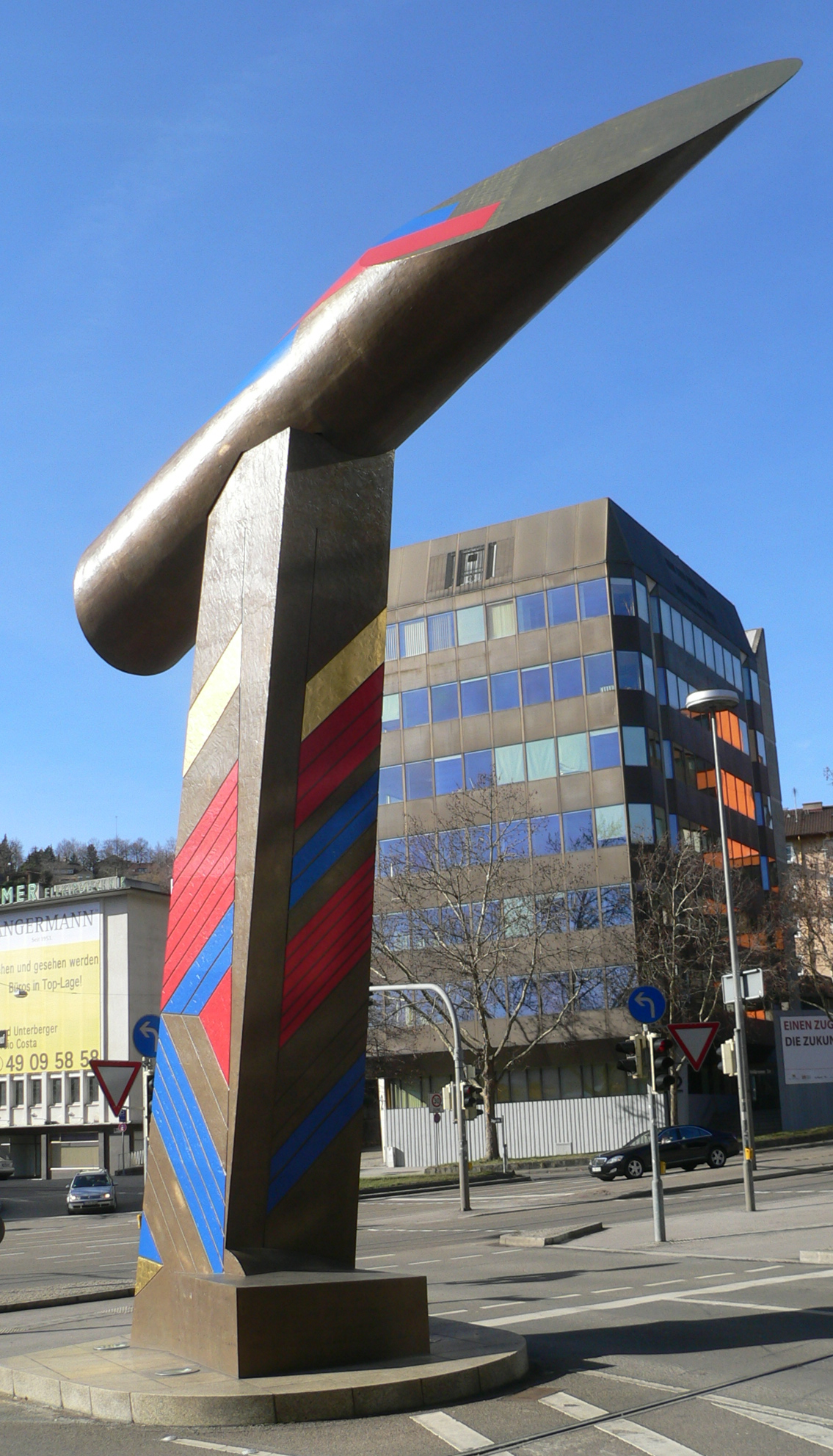
„Wegzeichen Nr. 1“

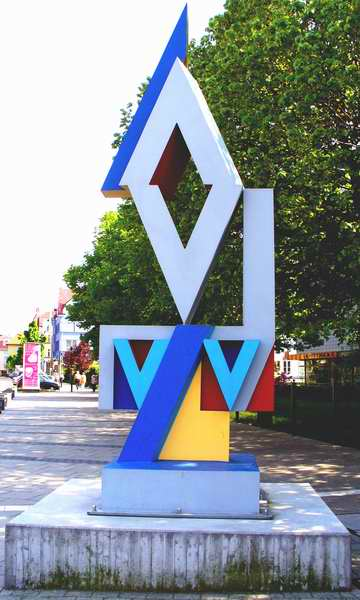
„Stadtzeichen 69/74“

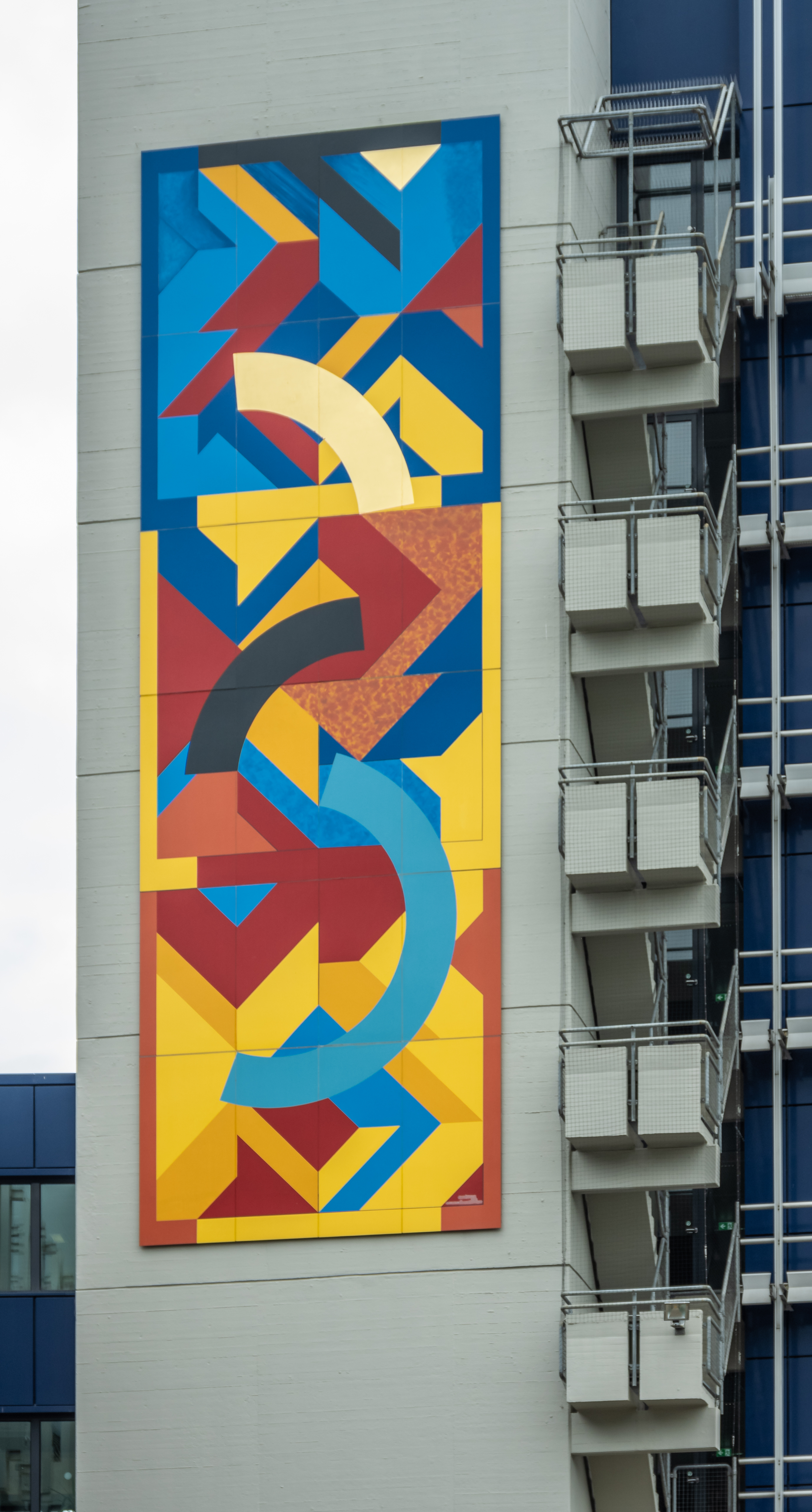
Farbe flügelt im Raum, 2002 – am SWR-Gebäude in Stuttgart

Otto Herbert Hajek (* 27. Juni 1927 in Kaltenbach, Tschechoslowakei; † 29. April 2005 in Stuttgart) war ein deutscher abstrakter Maler, Grafiker und Bildhauer.

## Leben
Otto Herbert Hajek, Sohn von Anna Hajek, geborene Matejka, und Wendelin Hajek, besuchte das Gymnasium in Prachatitz und ging später in Erlangen zur Schule. Von 1947 bis 1954 studierte er Bildhauerei an der Staatlichen Akademie der Bildenden Künste Stuttgart bei Peter Otto Heim. Danach war er als freischaffender Bildhauer tätig. 1978 wurde ihm der Professorentitel durch das Land Baden-Württemberg verliehen. 1980 wurde er zum Leiter einer Bildhauerklasse an der Staatlichen Akademie der Bildenden Künste Karlsruhe berufen. Er lehrte dort als Professor für Bildhauerei bis 1992.
Hajek stellte u. a. auf der documenta II (1959) und der documenta III (1964) in Kassel aus und erlangte so einen hohen Bekanntheitsgrad. Von 1972 bis 1979 war er erster Vorsitzender des Deutschen Künstlerbunds. In dieser Eigenschaft setzte er sich vor allem für die soziale Absicherung von Künstlern ein. Bis zu seinem Tod lebte er in Stuttgart in der Hasenbergsteige. Sein Grab liegt auf dem Waldfriedhof im Stuttgarter Stadtbezirk Degerloch.
Hajek war katholisch und mit der Schriftstellerin Katja Hajek, geborene Goertz, verheiratet, die 2011 starb und ebenfalls auf dem Degerlocher Waldfriedhof begraben ist, und hatte fünf Kinder (Katja, Eva, Aurelia, Urban und Anna). Seine Tochter war die Künstlerin Katja Ka, bürgerlich Hajek (1950–2008).

## Würdigung
Seine Kunstwerke werden weltweit ausgestellt, beispielsweise in Moskau, Adelaide oder in den Museen des Vatikans. Bei den Werken handelt es sich überwiegend um farbige Skulpturen bzw. Objekte aus Stahl und Beton sowie um Innenraum- und Fassadengestaltungen an Gebäuden.

## Auszeichnungen
- 1978 Ehrendoktorwürde (Dr. h. c.) der Katholisch-Theologischen Fakultät der Universität Tübingen
- 1982 Verdienstkreuz 1. Klasse der Bundesrepublik Deutschland
- 1987 Ehrenmitgliedschaft des Deutschen Künstlerbundes, Lovis-Corinth-Preis der Künstlergilde Esslingen e. V., Adalbert-Stifter-Medaille
- 1988 Ehrensenator der Eberhard Karls Universität Tübingen, Ehrenmitglied der Deutsch-Tschechoslowakischen Gesellschaft
- 1990 Großer Sudetendeutscher Kulturpreis
- 1994 Verdienstmedaille des Landes Baden-Württemberg
- 1995 Ordentliches Mitglied der Europäischen Akademie der Wissenschaften und Künste in Salzburg
- 1998 Bürgermedaille der Landeshauptstadt Stuttgart, Großes Verdienstkreuz der Bundesrepublik Deutschland, Ehrenbürgerwürde der Stadt Prachatitz (Tschechien)

Im Stuttgarter Bürgerservicezentrum West ist ein Saal nach ihm benannt.

## Werke

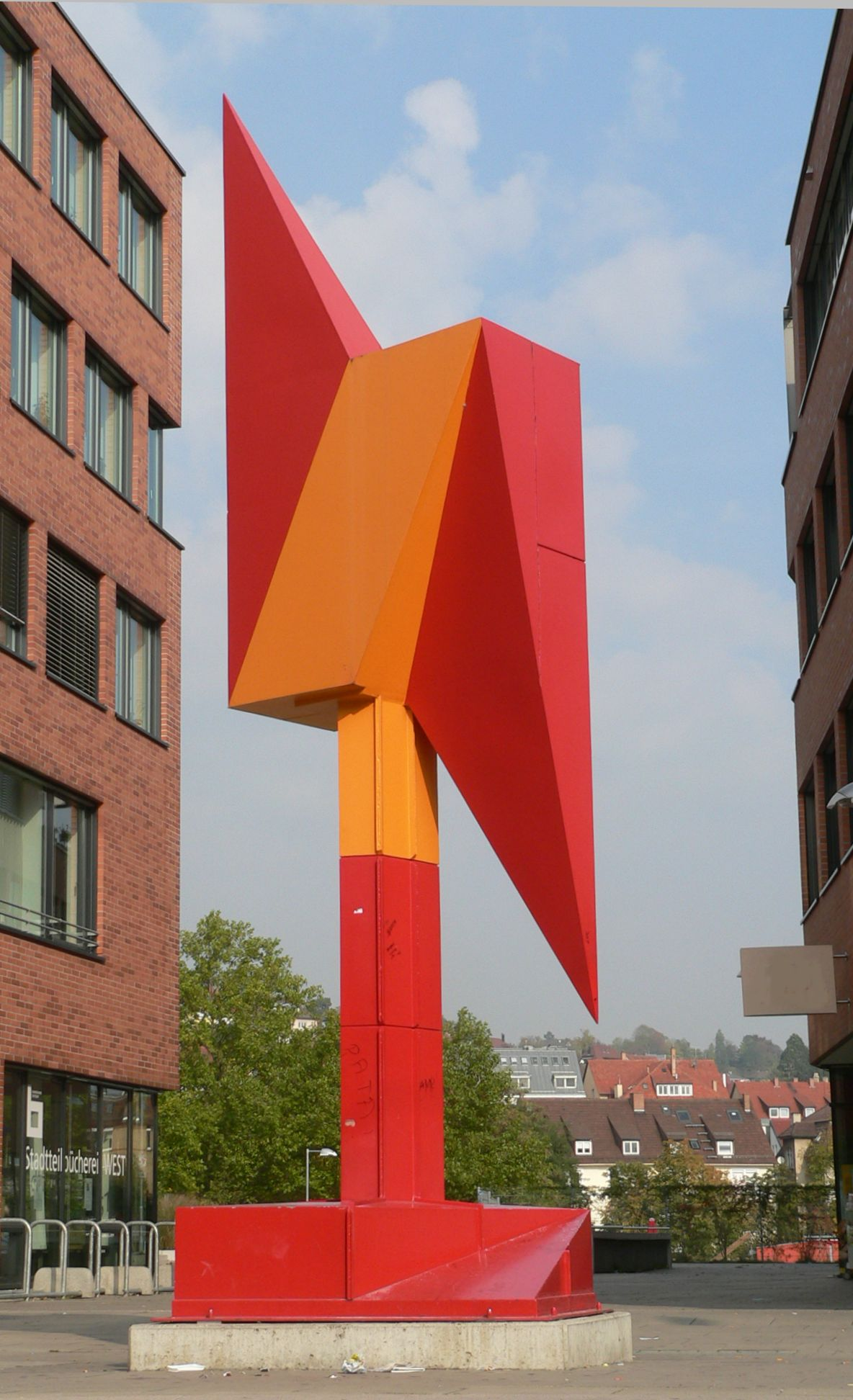
Raumbewegung 76/86 II, Stuttgart

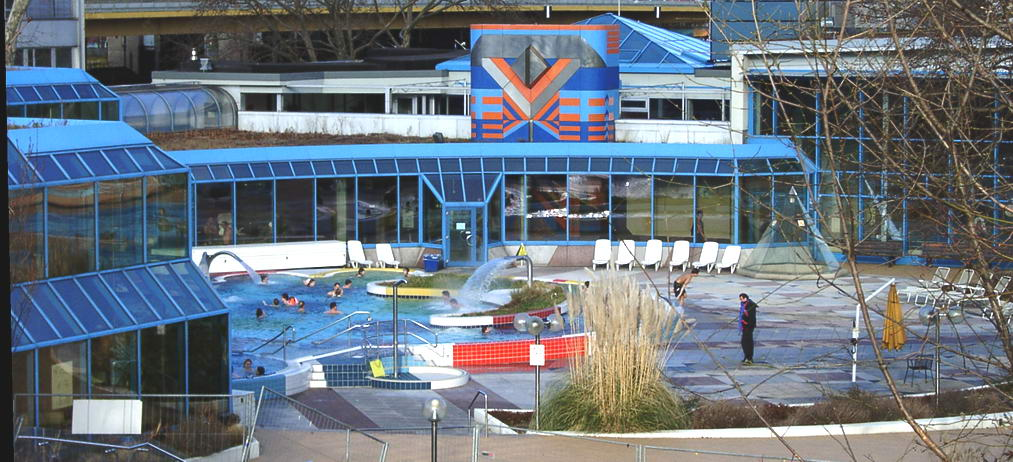
Mineralbad Leuze in Stuttgart

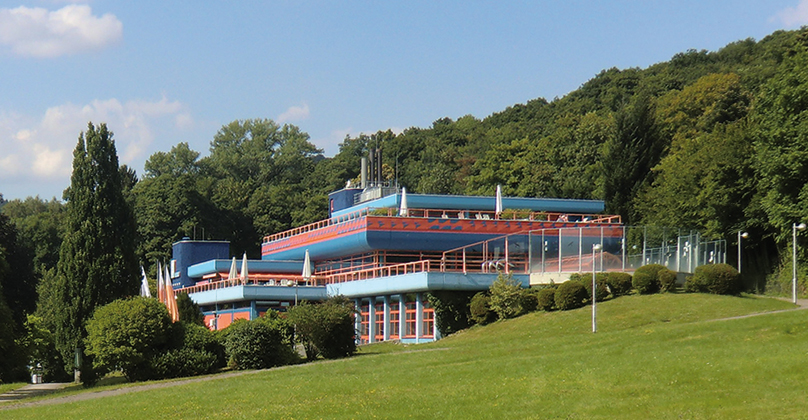
Königstein im Taunus, Kurbad, 1977, erweitert 1989

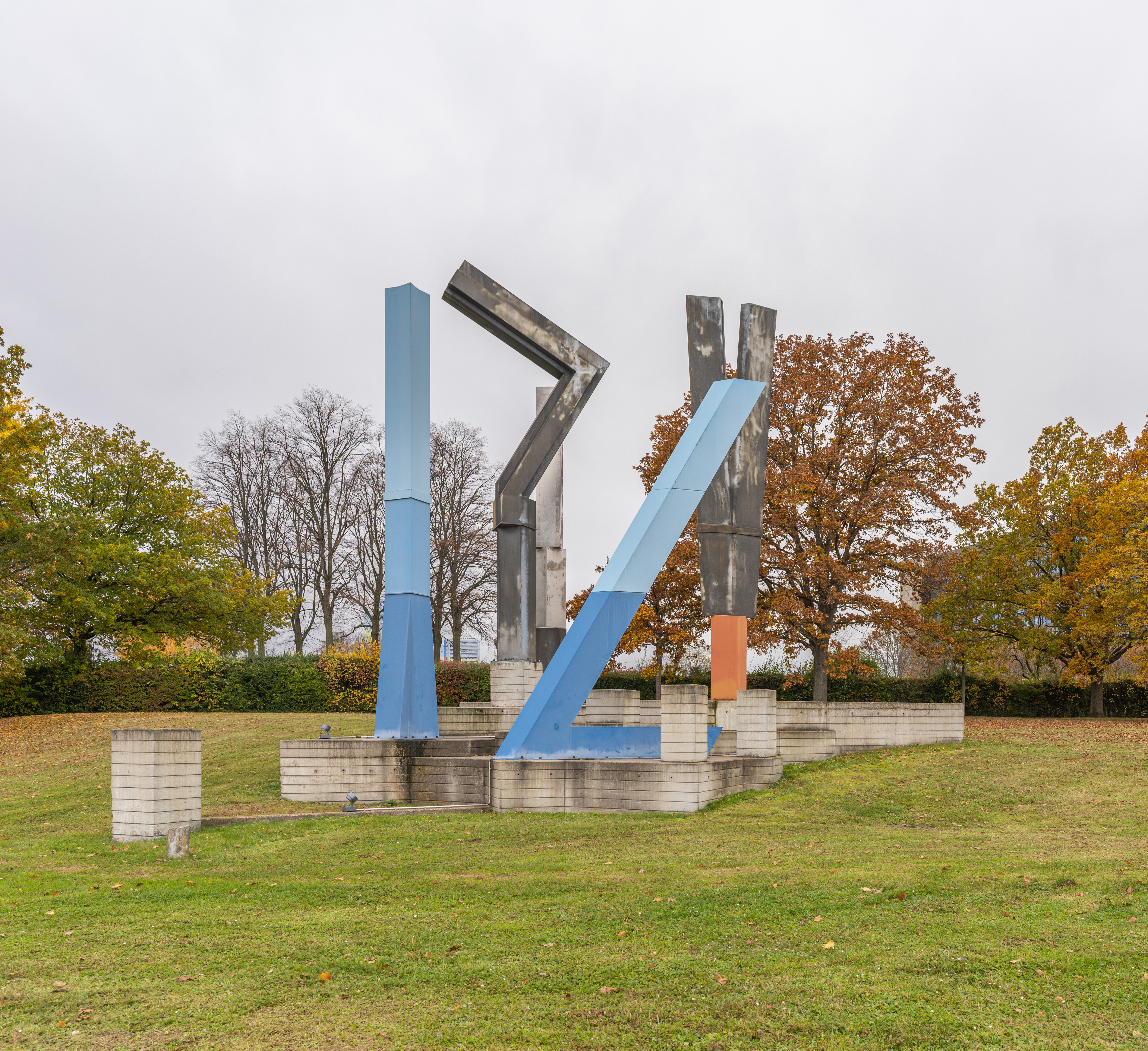
Raumzeichen an der ZDF-Straße in Mainz

Hajeks Frühwerk ist in der Tradition der ersten Hälfte des 20. Jahrhunderts noch figurativ. Seit Mitte der 1950er Jahre modellierte er ungegenständliche Skulpturen, die sogenannten Raumknoten, sowie Reliefs, die er für den kirchlichen Bereich entwarf. Diese zeigen oft nach der Aushöhlung und Auflösung monolithischer Großformen entstandene eher filigrane Strukturen und sind der damals aktuellen informellen Strömung zuzuordnen. 1958 erlangte er erstmals durch die Teilnahme an Ausstellungen in der Kunsthalle Düsseldorf und an der 29. Biennale von Venedig breitere Aufmerksamkeit. Ab Mitte der 1960er Jahre verwendet Hajek farblich gefasste geometrische Formen, mit denen er sich der Bildsprache der Konkreten Kunst annähert, allerdings ohne wie diese seine künstlerische Freiheit einem unpersönlichen und ›objektiven‹ Gestaltungsprinzip unterzuordnen. Das gilt ebenso für Hajeks Kleinplastiken und grafische Arbeiten wie für die monumentalen Stadtzeichen, Farbwege, Architektur- und Platzgestaltungen, die sein Hauptwerk bilden. Mit diesen sprengt Hajek wie kaum ein Künstler seiner Epoche die herkömmlichen Dimensionen der Bildhauerei.
- Steinreliefs und Tabernakel für St. Aurelius in Hirsau, 1955/56
- Tabernakel, Altarleuchter und Kruzifix, Pfarrkirche St. Bartholomäus, Heidelberg-Wieblingen, 1955
- Zahlreiche Stahlskulpturen in Stuttgart
- Altar in der katholischen Pfarrkirche St. Josef in Biberach an der Riß, 1957
- Ehrenmal für die Gefallenen in Bad Buchau, Mosaikbaldachin, 1958
- Räumliche Wand, Villingen-Schwenningen, 1959
- Altar, Kanzel, Taufbecken und Reliefwand aus Betonguss in der Pfingstbergkirche, Mannheim 1961–62[9]
- Frankfurter Frühling, Begehbare Plastik mit Farbwegen, sechs Modellierbetonplastiken und reliefiertem Boden (1962–1964) im Auftrag der Stadt Frankfurt/Main für die Heinrich-Kleyer-Schule konzipiert, präsentiert auf der documenta III in Kassel, im Zuge von Sanierungsarbeiten 2007–2009 vollständig entfernt.[10]
- Großes Raumrelief (Beton) auf dem Waldfriedhof Stuttgart, 1962[11]
- Kreuzweg an der Kirche Maria Regina Martyrum, Berlin-Charlottenburg
- Altarinsel und Bildwerke „Himmlisches Jerusalem“ und „Zeichen am Wege“ in der Pfarrkirche St. Michael, Trier-Mariahof
- Betonkunstwerk Arbeitswege vor der Deutschen Management Akademie Niedersachsen in Celle
- Altartabernakel in Bronze, Universitätsklinikum Mannheim, Kapelle[12]
- Sechs Meter hohe Stahlplastik Stadtzeichen 69/74 – früher Kleiner Schloßplatz – jetzt in Stuttgart-Wangen
- Mineralbad Leuze in Stuttgart-Ost
- Rosengarten und Universitätszeichen vor der Mensa der Universität des Saarlandes, 1966–1970[13]
- Zeichen flügelt im Raum an einer Straßenkreuzung in Saarlouis
- Farbwege und Reliefs an der Martin-Luther-Kirche in Stuhr-Seckenhausen, 1968
- Wogende Ähren am Vorplatz des Kreishauses in Schwelm, 1969 bis 1972
- 3 Schulen unter einem Dach vor der Albert-Einstein-Schule Bochum, 1970, im Zuge des Schulneubaus 2011 abgerissen[14]
- Bochumer Frühling, Fassadengestaltung an den Grundschulen Natorpstraße, Auf dem Alten Kamp, Sanderweg, Max-Greve-Straße, Feldsieper Straße, Lohbergstraße und Gesamtschule Markstraße (abgerissen), ab 1971[15]
- Melanchthonkirche in Essen-Holsterhausen, 1972[16]
- Edelstahlskulptur „Stadtzeichen“ in der Fußgängerzone von Langenfeld (seit 2000). Die Skulptur wird von der regionalen Geocacherszene auch liebevoll „Geocachersäule“ genannt, da hier häufiger Geocache-Event-Treffen stattfinden, die von dem Langenfelder Geocacher „Geovortex“ organisiert werden.
- Der so genannte Hajek-Brunnen auf dem Synagogenplatz (ehemals: Viktoriaplatz) in Mülheim an der Ruhr, 1977.[17] Die Beseitigung oder Verlegung des umstrittenen Kunstwerkes gehörte zu den wichtigsten Themen im Kommunalwahlkampf des Jahres 1999.
- Kurbad in Königstein im Taunus, errichtet 1972–1977, erweitert 1989 um ein Außenbecken. Farbige und künstlerische Gestaltung in den (nicht intendiert: nassauischen) Farben Blau und Orange (außen) von Otto Herbert Hajek mit den Architekten Geier + Geier, Stuttgart; innen mehrere „Farbwege“-Wandbilder von Hajek. Seit 2013 steht das Gebäude unter Denkmalschutz.
- Adelaide Urban Iconography, Adelaide Festival Centre (1973–1977)[18]
- Raumzeichen mit Platzartikulation (1976–1977), Galatea-Anlage, Straße der Republik, Wiesbaden-Biebrich
- Planung und Gestaltung der Außenfassade sowie des Teppichbodens der Stadthalle Lahnstein, 1972/73
- Neues Universitätszeichen der Ruprecht-Karls-Universität Heidelberg, 1977/78
- Kirchturm der Pfarrkirche St. Bruder Konrad in Gütersloh-Spexard, entworfen 1971, umgesetzt 1979
- Raumzeichen, ZDF-Sendezentrum Mainz, 1987
- Katholische Stadtpfarrkirche „Sankt Johannes“ in Nürtingen

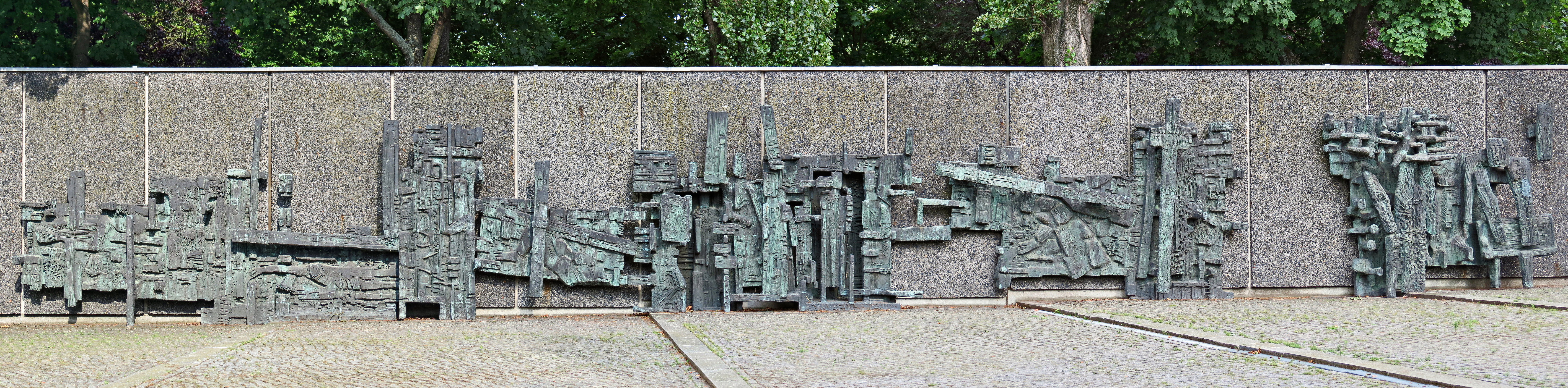
Panoramaansicht des Kreuzweges an der Kirche Maria Regina Martyrum, Berlin-Charlottenburg

## Schriften
- Lebensraum Stadt – und Kunst. Eulen Verlag, Stuttgart 1988, ISBN 3-89102-209-3.
- Zeichen, Plätze, Stadtbilder. Forum-Verlag, ISBN 3-8091-1049-3.
- Vorwort. In: Uli Kreh: Die kalten Schönen. Plastiken in Stuttgart. Stuttgart 1993, Seite 10.

## Nachlass
Der künstlerische Nachlass samt aller Rechte wird von Urban Hajek, dem Sohn des Künstlers, verwaltet. Er betreut eine ständige Ausstellung mit Arbeiten Otto Herbert Hajeks in seiner Stuttgarter Galerie Stadtatelier und organisiert Ausstellungen auch an anderen Orten. Teile des schriftlichen Nachlasses liegen im Deutschen Kunstarchiv im Germanischen Nationalmuseum. Der architekturbezogene Nachlass befindet sich im Südwestdeutschen Archiv für Architektur und Ingenieurbau (SAAI) am Karlsruher Institut für Technologie.

## Ausstellungen (Auswahl)
- 2023: Otto Herbert Hajek. Kunstmuseum Stuttgart (27. Oktober 2023–6. Oktober 2024)[20]